# Thomas Feldkamp

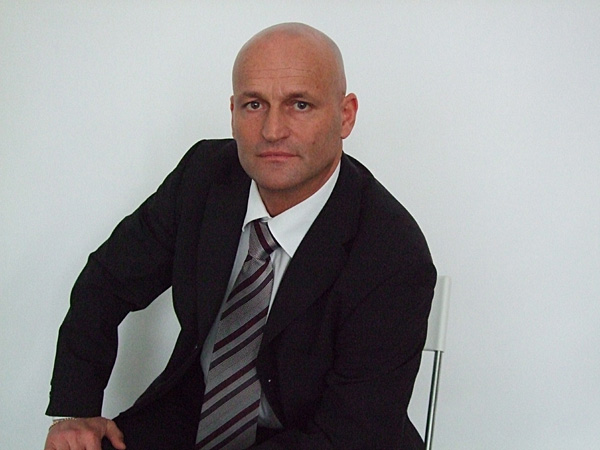
Schauspieler Thomas Feldkamp

Thomas Feldkamp (* 11. Juni 1962 in Kempten (Allgäu)) ist ein deutscher Schauspieler. 
Mit Auftritten in Serien wie Tatort, K11 und Sturm der Liebe wurde er in Deutschland einem breiteren Publikum bekannt.

## Biografie
Thomas Feldkamp entdeckte schon früh seine Begeisterung für die Schauspielerei und spielte im Schultheater. Trotz seiner zweiten Leidenschaft, dem Fußballspiel, eiferte er nicht seinem Onkel und erfolgreichem Fußballtrainer Karl-Heinz Feldkamp nach, sondern absolvierte eine Schauspielausbildung im Zinner-Studio in München. Seine Sprecherziehung erhielt er von Krystyna Szponder an der Bayerischen Theaterakademie „August Everding“ in München, Schauspieltraining von Hans Dieter Trayer und Jessica Hahner.
Thomas Feldkamp gehörte zum Ensemble des Bayerischen Staatsschauspiels München. Er spielte in Bertolt Brechts Leben des Galilei, Das Leben ist Traum von de la Barca, im Marstalltheater „Plattling“ von Achternbusch sowie im TAMS in München „Die Japanischen Fischer“ von Weyrauch. Er tanzte auch im Musiktheater am Gärtnerplatz in „Don Quichotte“.
Nach diesen Anfängen unterbrach er die Schauspielerei bis 2006.
Thomas Feldkamp trat in Episodenrollen von Serien wie Tatort, Siska, Sturm der Liebe sowie Comedy Falle auf.
Außerdem wirkte er in Der Fall Siemens, Lenßen & Partner, KTI, Um Himmels Willen, im Sat1-Magazin, K11 und Tabaluga mit.
Er trat auch in Werbespots auf, so für die UNO, BMW, Gunnebo AB, Audi und MAN.
Thomas Feldkamp trat auch in dem Fernsehfilm über die Lawinenkatastrophe von Galtür „Die Jahrhundertlawine“ mit Vincent Perez und Désirée Nosbusch auf.
Nach mehrjähriger Bühnenabstinenz gastierte Thomas Feldkamp im Juni und Juli 2009 in dem Theater Halle 7 München in dem Stück Das Geisterschiff von Maxi Obexer in einer Doppelrolle als Fischer und Bürgermeister unter der Regie von Torster Bischof.
In einer Kritik war zu lesen: „Thomas Feldkamp spielte sowohl einen Fischer als auch den Bürgermeister von Porto Celeste. Der Fischer, ein einfacher gerader Kerl, gelang ihm ebenso wie der in Amtsgeschäften brillant auftretende typisch italienische Mann.“
Erstmals wurde die Bayrisch-Österreichische Hochzeit zwischen Herzog Albrecht dem V. von Bayern und Anna von Österreich in einem Historienspiel der Renaissance in der Münchner Residenz aufgeführt, wo Thomas Feldkamp nicht nur den Hofnarren spielte, sondern auch sein Regiedebüt gab.

## Theaterauftritte (Auswahl)
- 2011 Historienspiel, Residenz, München
- 2011 Der bairische Jedermann, Klosterkirche, Fürstenfeldbruck
- 2010 Turandot, Bayrisches Staatsschauspiel, München
- 2009 Das Geisterschiff, Theater Halle 7, München
- 1984 Das Leben ist Traum, Bayerisches Staatsschauspiel, München
- 1985 Leben des Galilei, Bayerisches Staatsschauspiel, München
- 1985 Plattling, Theater im Marstall
- 1986 Die japanischen Fischer, TAMS, München
- 1987 Don Quichotte, Gärtnerplatztheater.

## TV/Film (Auswahl)
- Transit (Kurzfilm)
- quer (Politsendung)
- Annelie (Kinofilm)
- Tatort
- Sturm der Liebe
- Die Jahrhundertlawine (Fernsehfilm)
- K11 – Kommissare im Einsatz
- Tabaluga
- Comedy Falle
- Siska
- Galileo
- Um Himmels Willen
- KTI – Menschen lügen, Beweise nicht
- Sat1-Magazin